# Jeyranbatan
Jeyranbatan (en azerí: Ceyranbatan) es una localidad de Azerbaiyán, en el raión de Absherón.
Se encuentra a una altitud de 51 m sobre el nivel del mar. 

## Demografía
Según estimación 2010 contaba con 6133 habitantes.